# Garra micropulvinus
Garra micropulvinus är en fiskart som beskrevs av Zhou, Pan och Maurice Kottelat 2005. Garra micropulvinus ingår i släktet Garra och familjen karpfiskar. Inga underarter finns listade i Catalogue of Life.